# Peyghām
Peyghām (persiska: Peyghān Chāy, پیغام) är en ort i Iran.   Den ligger i provinsen Östazarbaijan, i den nordvästra delen av landet, 500 km nordväst om huvudstaden Teheran. Peyghām ligger 1 364 meter över havet och antalet invånare är 785.
Terrängen runt Peyghām är huvudsakligen kuperad, men åt nordväst är den bergig. Peyghām ligger nere i en dal. Runt Peyghām är det ganska glesbefolkat, med 27 invånare per kvadratkilometer. Närmaste större samhälle är Kaleybar, 10,8 km norr om Peyghām. Trakten runt Peyghām består i huvudsak av gräsmarker.